# TuS Eintracht Minden
Der TuS Eintracht Minden (Turn- und Sportverein Eintracht Minden) war ein Sportverein in Minden in Nordrhein-Westfalen, der überregional durch die Erfolge seiner Frauenhandballmannschaft bekannt wurde. Er ist einer der drei Vorläufervereine des SV 1860 Minden.

## Geschichte
Unmittelbar nach dem Zweiten Weltkrieg trafen sich im Juni 1945 ehemalige Sportler des MTV 1860 Minden und des Militärsportvereins Hindenburg Minden um wieder gemeinsam Sport zu betreiben. Man spielte wieder Faustball und Handball. Eigentlich wollte man die Tradition des MTV fortsetzen und den Sportbetrieb wieder unter dem Namen MTV 1860 Minden aufnehmen. Dies war jedoch wegen eines Erlasses der britischen Militärregierung nicht möglich.
So wurde am 28. Oktober 1945 der TuS Eintracht Minden gegründet. Ehemalige Handballer des MSV Hindenburg waren es, die sich als erstes auf die späteren Vereinsfarben blau/gelb, den früheren Farben des MSV Hindenburg, festlegten. Dies hatte auch praktische Hintergründe: Mangels eigener Trikots übernahm man am 28. November 1945 einen kompletten Trikotsatz des MSV Hindenburg, in denen man fortan spielte. Am 9. Mai 1946 kam es zur Gründung der Handball- und der Leichtathletikabteilung. Zuletzt bot der Verein die Abteilungen Handball, Leichtathletik, Volleyball, Tischtennis und Breitensport an.
Im November 2016 stimmten die Mitglieder des TuS der Fusion mit dem TV Jahn und dem MTV 1860 zum SV 1860 Minden zu, der im Januar 2017 in das Vereinsregister eingetragen wurde.

## Die Handballerinnen des TuS Eintracht Minden
Der Handballsport in Minden wurde zunächst von den Männern dominiert: Der MSV Hindenburg Minden, einer der beiden Vorgängervereine des TuS Eintracht, war 1936 deutscher Feldhandball-Meister geworden. 1953 und 1954 hatten die TuS-Männer bei den Endrundenturnieren um die deutsche Hallenhandball-Meisterschaft jeweils den vierten Platz belegt.
Erstmals machten die Mindener Handballerinnen bundesweit auf sich aufmerksam, als sie 1973 in die Phalanx der beiden bis dahin dominierenden Westklubs Bayer Leverkusen und SC Greven 09 einbrachen und sich die Westdeutsche Meisterschaft sicherten. Beide Vereine hatten zwischen 1962 und 1972 sämtliche elf Titel (Leverkusen alleine neun) eingeheimst. Damit war die Eintracht erstmals für die Endrundenspiele der fünf Regionalmeister um die deutsche Meisterschaft qualifiziert. Der erste Gegner im Halbfinale hieß nun Hamburger TS, den man zunächst in eigener Halle knapp mit 19:17 schlagen konnte. Eine klare Sache war dann das Rückspiel in Hamburg. Mit 16:11 zog man in das Endspiel ein, wo nun der 1. FC Nürnberg, der sich im zweiten Halbfinale gegen den TSV GutsMuths Berlin durchgesetzt hatte, der Gegner war. Vor 500 Zuschauern in Rüsselsheim war das Finale eine recht einseitige Partie. Zur Halbzeit hieß es 4:1, am Ende holte die Eintracht mit 9:3 den ersten Meistertitel nach Minden. Etwas ungewöhnlich dann die Saison 1973/74, denn der Titelverteidiger war bei der Endrunde um die deutsche Meisterschaft nicht vertreten, da die West-Meisterschaft an Bayer Leverkusen ging, das dann auch prompt den Titel gewann.
1974/75 war es wie im Jahr zuvor, dieses Mal jedoch mit umgekehrten Vorzeichen: Titelverteidiger Leverkusen war an TuS Eintracht Minden gescheitert. Auf Minden wartete im Halbfinale der Berliner Meister TSV GutsMuths. 10:10 endete das Hinspiel in Minden, und alles sprach für die Berlinerinnen. Doch im Rückspiel setzte sich die Eintracht mit 8:6 durch und zog ins Endspiel ein. Dieses fand in Lüneburg vor 1.200 Zuschauern in der ausverkauften Nordlandhalle statt. Gegner war der Nord-Meister SV Rot-Weiß Kiebitzreihe, der den Süd-Vertreter FC Bayern München ausgeschaltet hatte. Die Norddeutschen dominierten die Anfangsphase und führten bereits mit 5:2, ehe Minden zum 5:4-Halbzeitstand verkürzen konnte. In der zweiten Hälfte, dann drehte Minden das Spiel und sicherte sich mit 12:8 zum zweiten Mal den Titel eines deutschen Meisters. Es war das letzte Mal, dass die fünf Regionalmeister die Meisterschaft ausspielten, denn auf dem Bundestag in Saarbrücken ein Jahr zuvor war die Einführung der zweigleisigen Bundesliga zur Saison 1975/76 beschlossen worden. Und dort belegte Minden hinter Leverkusen Platz zwei und war für die Überkreuzvergleiche mit den Süd-Vertretern qualifiziert. Das Finale hieß dann Eintracht Minden gegen Bayer Leverkusen. Mit 12:10 holte sich die Eintracht den dritten Meister-Titel, dem sie ein Jahr später den ersten Erfolg im DHB-Pokal folgen ließ (10:8 gegen TSV Rot-Weiß Auerbach).
Zur erfolgreichsten Saison der Vereinsgeschichte wurde die Spielzeit 1977/78. Zunächst sicherte man sich in der Bundesliga-Staffel Nord Platz zwei hinter Leverkusen, dann schaltete man im Halbfinale den TSV GutsMuths Berlin mit 17:13 und 15:13 aus, und schließlich rang man im Finale in der mit 1.400 Zuschauern ausverkauften Hellweg-Sporthalle in Unna den alten Rivalen Bayer Leverkusen mit 17:15 nieder. Die Torschützen für Minden: Sigrid Bierbaum (13/5), Veronika Maaß (2), Rita Rose und Margita Hagemann. Zu guter Letzt sicherte man sich mit einem 27:10 gegen TuS Metzingen auch noch den deutschen Vereinspokal und damit das „Double“. Dieser Titel, am 18. Juni 1978 errungen, sollte der letzte in der Vereinsgeschichte sein.
1979 erreichte Eintracht Minden nochmals das DM-Finale. Gegner war ein Mal mehr Bayer Leverkusen. 1.500 Zuschauer in Unna sehen in der ersten Halbzeit eine ausgeglichene Partie mit einem 7:7-Halbzeitstand. Nach dem Seitenwechsel setzte sich Bayer ab. Über 9:9, 12:9, und 13:10 schien beim 14:11 kurz vor Spielende alles klar. Aber Minden glich – auch dank zweier verwandelter Siebenmeter – nochmals zum 14:14 aus, ehe Maria Hynek in allerletzter Sekunde den Treffer zum 15:14-Sieg für Bayer Leverkusen erzielte. Dieses Spiel war auch ein Duell zweier Torjägerinnen: Sigrid Berndt erzielte auf Leverkusener Seite neun Tore, während es Mindens Sigrid Bierbaum auf sage und schreibe 13 Treffer brachte.
Dies war vorerst der letzte große Auftritt auf nationaler Ebene. Von 1981 bis 1983 spielte man zwei Jahre lang in der damals zweitklassigen Regionallig-Nord und – nach einem zweijährigen Intermezzo in der 1. Bundesliga – von 1985 bis 1988 in der neu geschaffenen 2. Bundesliga-Nord. Nach dem Wiederaufstieg in die 1. Bundesliga 1988 gehörte man ihr 15 Jahre lang an, hatte dabei aber auch das Glück, vom Rückzug anderer Vereine (1991 VfL Neckargartach und 1998 TuS Walle Bremen) zu profitieren und – obwohl sportlich abgestiegen – die Klasse zu halten.
1999 sorgten Mindens Handballerinnen nochmals für Furore, als sie sich als SG Minden/Minderheide (vier Jahre zuvor als Spielgemeinschaft der Eintracht mit dem TuS Minderheide gegründet) für die Final-Four-Pokalendrunde in Riesa qualifizierten und im Halbfinale den FHC Frankfurt/Oder ausschalteten. Im Endspiel am 5. Juni 1999 wäre beinahe der dritte Pokalsieg gelungen, aber der hochfavorisierte TV Lützellinden konnte sich nach dem 23:23-Gleichstand am Ende der regulären Spielzeit in der Verlängerung knapp mit 30:29 behaupten.
Nach dem Abstieg aus der 1. Bundesliga 2002/03 kam es dann aufgrund der „schlechten wirtschaftlichen Situation der gesamten Region“ (so der Vorsitzende des Vereins Steffen Kampeter) zum Ausstieg aus dem Profihandball. Und: „Da wir davon ausgehen, dass für die dauerhafte Aufrechterhaltung des Spielbetriebes mit Wiederaufstieg eine dauerhafte Mehreinnahme vom 100.000 Euro pro Jahr notwendig ist, hätte eine einmalige Kreditaufnahme nicht geholfen.“ Zu den prominentesten „Opfern“ des Rückzugs zählten Torjägerin Tatjana Klimankova (195 Tore/Platz drei in der Bundesliga-Torschützenliste) und die deutsche Handballerin des Jahres 2002, Anika Ziercke. Da der Versuch, eine spielstarke Regionalliga-Mannschaft auf die Beine zu stellen, fehlschlug, war die Rückstufung in die Landesliga nicht mehr zu verhindern. Seit der Saison 2008/09 ging der ehemalige Halbfinalist im Europapokal der Landesmeister in der 1. Kreisliga Minden-Lübbecke an den Start, bevor zur Saison 2010/2011 der Handballspielbetrieb ganz eingestellt wurde.

### Größte Erfolge
- Deutscher Meister 1973, 1975, 1976, 1978
- DHB-Pokalsieger 1977, 1978
- Double-Gewinner 1978
- Halbfinalist Europapokal der Landesmeister 1979
- Deutscher Vizemeister 1979
- Finalist DHB-Pokal 1999
- Westdeutscher Meister 1973, 1975

### Die Bundesliga-Bilanz
| Saison  | Spielklasse     | Platz | Spiele | Tore    | Diff. | Punkte |
| ------- | --------------- | ----- | ------ | ------- | ----- | ------ |
| 1975/76 | Bundesliga Nord | 2     | 14     | 167:133 | 34    | 18:10  |
| 1976/77 | Bundesliga Nord | 2     | 16     | 221:157 | 64    | 27:5   |
| 1977/78 | Bundesliga Nord | 2     | 16     | 256:198 | 58    | 25:7   |
| 1978/79 | Bundesliga Nord | 1     | 18     | 324:216 | 108   | 31:5   |
| 1979/80 | Bundesliga Nord | 3     | 18     | 253:218 | 35    | 27:9   |
| 1980/81 | Bundesliga Nord | 10    | 18     | 200:298 | −98   | 5:31   |
| 1981–83 | Regionalliga    | -     | -      | -       | -     | -      |
| 1983/84 | Bundesliga Nord | 7     | 16     | 229:311 | −82   | 10:22  |
| 1984/85 | Bundesliga Nord | 9     | 18     | 268:349 | −81   | 8:28   |
| 1985/86 | 2. BL Nord      | 6     | 18     | 289:271 | 18    | 18:18  |
| 1986/87 | 2. BL Nord      | 2     | 18     | 317:267 | 50    | 27:9   |
| 1987/88 | 2. BL Nord      | 1     | 18     | 322:268 | 54    | 27:9   |
| 1988/89 | Bundesliga      | 8     | 18     | 357:399 | −42   | 11:25  |
| 1989/90 | Bundesliga      | 6     | 22     | 453:477 | −24   | 21:23  |
| 1990/91 | Bundesliga      | 11    | 22     | 403:488 | −85   | 14:30  |
| 1991/92 | Bundesliga Nord | 5     | 20     | 412:396 | 16    | 22:18  |
| 1992/93 | Bundesliga      | 10    | 24     | 414:498 | −84   | 15:33  |
| 1993/94 | Bundesliga      | 9     | 26     | 515:538 | −23   | 23:29  |
| 1994/95 | Bundesliga      | 9     | 26     | 550:538 | 12    | 20:32  |
| 1995/96 | Bundesliga      | 7     | 26     | 619:624 | −5    | 28:24  |
| 1996/97 | Bundesliga      | 10    | 22     | 474:517 | −43   | 16:28  |
| 1997/98 | Bundesliga      | 11    | 22     | 503:577 | −74   | 10:34  |
| 1998/99 | Bundesliga      | 5     | 22     | 504:521 | −17   | 22:22  |
| 1999/00 | Bundesliga      | 8     | 22     | 510:526 | −16   | 22:22  |
| 2000/01 | Bundesliga      | 8     | 22     | 505:546 | −41   | 18:26  |
| 2001/02 | Bundesliga      | 10    | 26     | 636:683 | −47   | 24:28  |
| 2002/03 | Bundesliga      | 12    | 24     | 597:674 | −77   | 8:40   |

|  | Gewinn der deutschen Meisterschaft |
|  | Abstieg                            |

### Bekannte Spielerinnen (Auswahl)
- Margita Hagemann
- Maren Baumbach
- Sigrid Bierbaum
- Tamilla Büchner (geborene Oleksjuk)[1]
- Ilona Kind
- Veronica Kind
- Kornelia Kunisch
- Ina Schewtschenko
- Anika Ziercke (geborene Schafferus)